# Lawrence Norfolk
Lawrence Norfolk (* 1. října 1963) je britský spisovatel, původní profesí lexikograf.

## Dílo
Do literárního světa vstoupil roku 1991, když románem Lemprièrův slovník „anglickým kritikům doslova vyrazil dech“
 . Román je směsí fantasy a historického románu, autor se vyžívá ve zdánlivě nepodstatných detailech. Příběh se odehrává v Anglii a Francii a zabývá se rozkrytím fiktivního komplotu při založení Východoindické společnosti a vyvražděním města La Rochelle po jeho obléhání v 17. století. Za román získal Lawrence Norfolk ocenění Somerset Maugham Award.

## Seznam děl
- Lemprière's Dictionary (1991)
- The Pope's Rhinoceros (1996)
- In the Shape of a Boar (2000)
- John Saturnall's Feast (2012)

### Česká vydání
- Lemprièrův slovník, překlad Tomáš Hrách, Praha : Arcadia, 1994, ISBN 80-85812-13-4
- Papežův nosorožec, překlad Tomáš Hrách, Praha : Talpress, 2000, ISBN 80-7197-046-8
- Slavnost Johna Saturnalla, překlad Dominika Křesťanová, Praha : Argo, 2013, ISBN 978-80-257-0789-0